# December
December måned er opkaldt efter decem, latin for "10" (idet marts var årets første måned i den romerske kalender). Ældre dansk navn Kristmåned.

## December i Danmark

### Normaltal for december
- Middeltemperatur: 2,8 °C
- Nedbør: 70 mm
- Soltimer: 42

### Vejrrekorder for december måned
- 1890 – Den tørreste med kun 7 mm nedbør.
- 1953 - Den højeste lufttemperatur målt i december: 14,5 °C i Nordby på Fanø.
- 1959 – Den solfattigste med kun 8 soltimer.
- 1981 – Den koldeste december med en middeltemperatur på -4,0 °C. Max- og minimumtemperaturen var hhv. 9,6 og -25,6 °C (rekord for december), målt i Døvling.
- 1985 – Den vådeste med hele 140 mm nedbør.
- 1999 – 3. december er en orkan den mest ødelæggende naturkatastrofe i Danmark.
- 2006 – Den varmeste december med en middeltemperatur på 7,0 °C. Max- og minimumtemperaturen var hhv. 14,2 og -3,7 °C.
- 2009 – Det blev landsdækkende hvid jul i 2009 og det har det ikke været siden 1995.
- 2010 – Den solrigeste med hele 81 soltimer. Det blev også landsdækkende hvid jul i 2010 og det er første gang i vejrhistorien at Danmark oplever to landsdækkende hvide jule i træk. Bornholm fik mest sne i Nordeuropa denne vinter. Besøgende strandede i Rønne og måtte indkvarteres i idrætshallen og på Almegårds Kaserne i Rønne 23. og 24. december. Det var forbundet med livsfare at køre ud på øen. Snescootere måtte benyttes af politiet. Militærkøretøjer, bl.a. pansrede mandskabsvogne, blev sat ind til person- og anden transport, snerydning og -transport. De pansrede mandskabsvogne og Unimogerne satte sig fast og måtte graves fri af sneen.

## Ekstern henvisning
- Dmi: Månedens vejr Arkiveret 30. juni 2007 hos  Wayback Machine
- Ekstremt vejr på Bornholm. Bornholms Brandvæsen. Konference Høje-Taastrup den 1. marts 2012. (Webside ikke længere tilgængelig)